# ImpressPages
 (juin 2014).
ImpressPages est un framework PHP open source composé d'un éditeur de contenu complet. Il inclut un patron modèle-vue-contrôleur (MVC), une édition de contenu en ligne et une interface par glisser-déposer. Il est distribué sous licences GNU GPL v.3.0 et MIT.
La première version stable d'ImpressPage a vu le jour en 2009. En août 2014, la version 4.0 a été publiée,,, marquant le passage de CMS à framework PHP.

## Historique
ImpressPages a été développé par 3 entrepreneurs lituaniens : Audrius Jankauskas, Mangirdas Skripka, et Mindaugas Stankaitis. L'idée est née en 2007, et après 2 années de développement, ImpressPages alpha fut publiée. En 2011, ImpressPages a participé à un « accélérateur de business » nommé Difference Engine qui a conduit à une augmentation de capital de l'investisseur Practica Capital en 2013,.

### Évolution
- Septembre 2009 - ImpressPages alpha
- Octobre 2013 - ImpressPages CMS 3.6 avec le MarketPlace des thèmes[8]
- Octobre 2013 - ImpressPages CMS 3.7
- Novembre 2013 - ImpressPages CMS 3.8
- Décembre 2013 - ImpressPages CMS 3.9
- Avril 2014 - ImpressPages 4.0

### Récompenses
En 2011, ImpressPages a gagné la récompense du projet open-source le plus prometteur,.

## Fonctionnalités
Édition en live

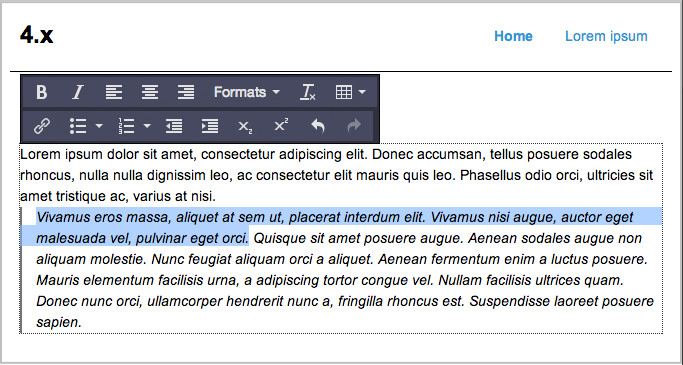
ImpressPages 4.0 : Edition en live

Les pages sont éditables avec un éditeur WYSIWYG. En naviguant à travers le site, l'administrateur peut éditer le contenu en cliquant sur les champs insérés.
Glisser-déposer

ImpressPages 4.0 : Glissé-déposé des widgets

L'agencement de la page se fait par glisser-déposer. Les widgets se placent sur la page en les glissant-déposant à l'endroit souhaité.
Widgets
Les widgets les plus courants sont présents lors de l'installation standard. En tête, texte, image, galerie, vidéo, séparateur, plan, fichier, HTML, formulaire.
Patron modèle-vue-contrôleur (MVC)

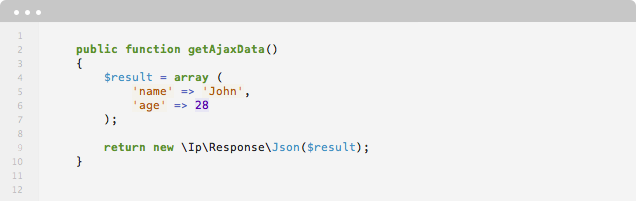
ImpressPages 4.0 : patron MVC

ImpressPages 4.0  possède un patron MVC offrant aux utilisateurs le schéma MVC, routage, aides de modèle, génération d'URLs, couche de base de données (ainsi que PDO), nommage des classes selon la norme PSR et chargement automatique des classes.
Support multilingue et traduction
ImpressPage est multilingue par défaut. Aucun plugin n'est nécessaire pour internationaliser votre site. 
Grille

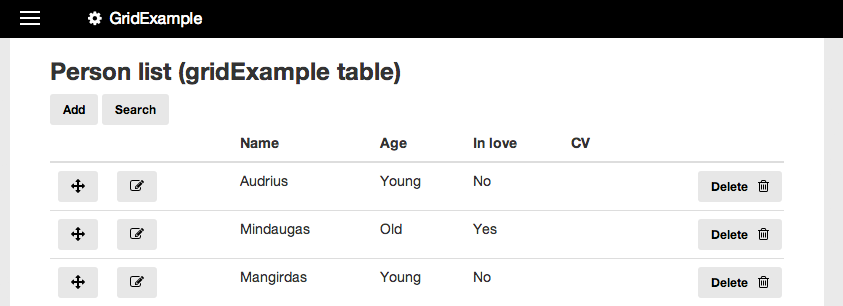
ImpressPages 4.0 : Grille

Une aide pour créer une interface CRUD pour les enregistrements en base de données.

## Communauté
La communauté d'ImpressPages est basée sur GitHub et Stack Overflow.
Les développeurs peuvent contribuer aux plugins via GitHub.Une rubrique Q&A peut être trouvée sur Stackoverflow avec le tag impresspages. Les contributions aux thèmes utilisateur sont listées dans le Theme Marketplace.

## Voir également